# كيت دانيلز
كيت دانيلز (بالإنجليزية: Kate Daniels)‏ هي كاتِبة وشاعرة أمريكية، ولدت في 2 يوليو 1953.